# Cultura da lembrança

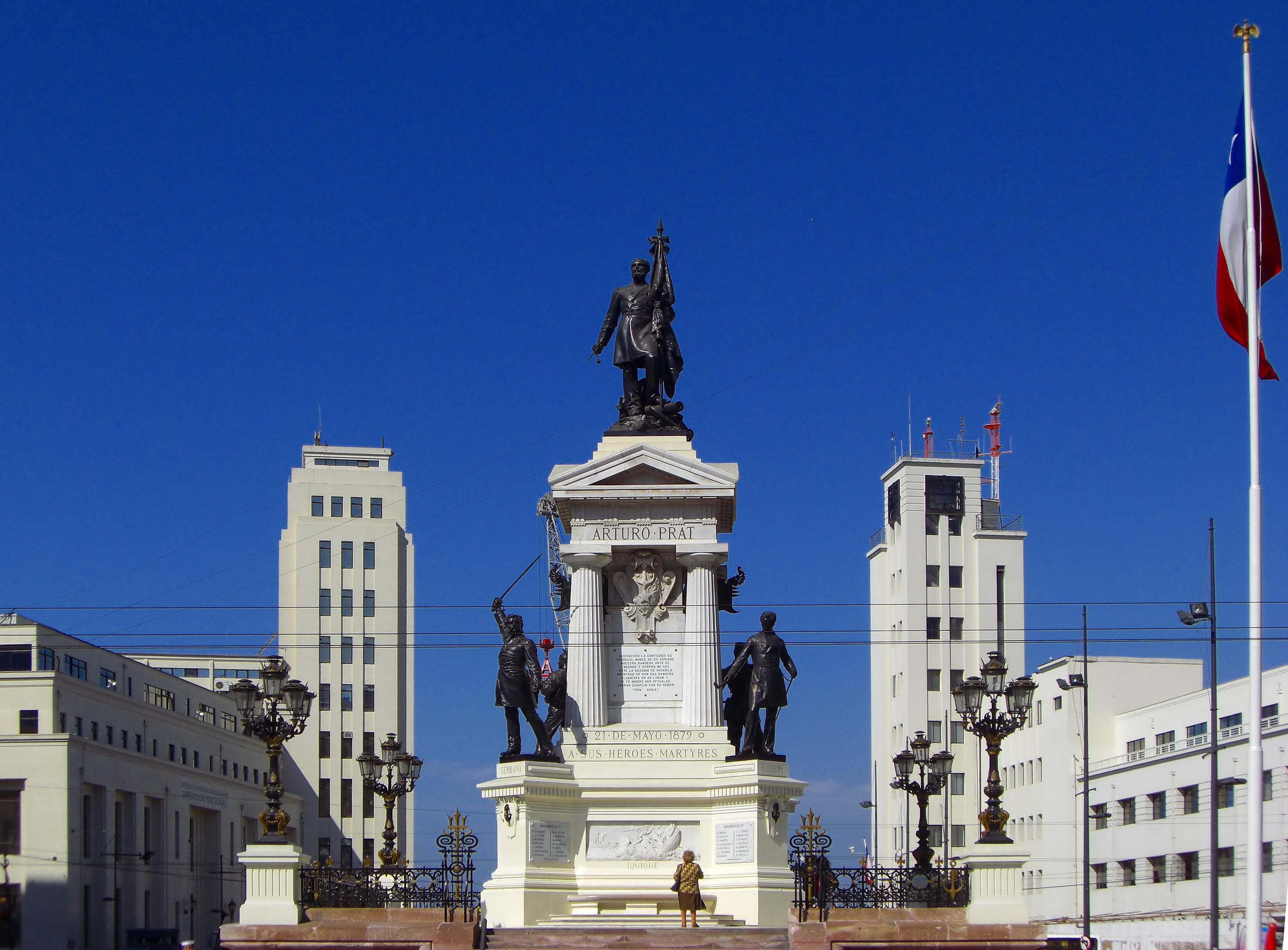
Monumento aos Heróis de Iquique em Valparaíso, um memorial aos marinhos chilenos caídos durante a Guerra do Pacífico

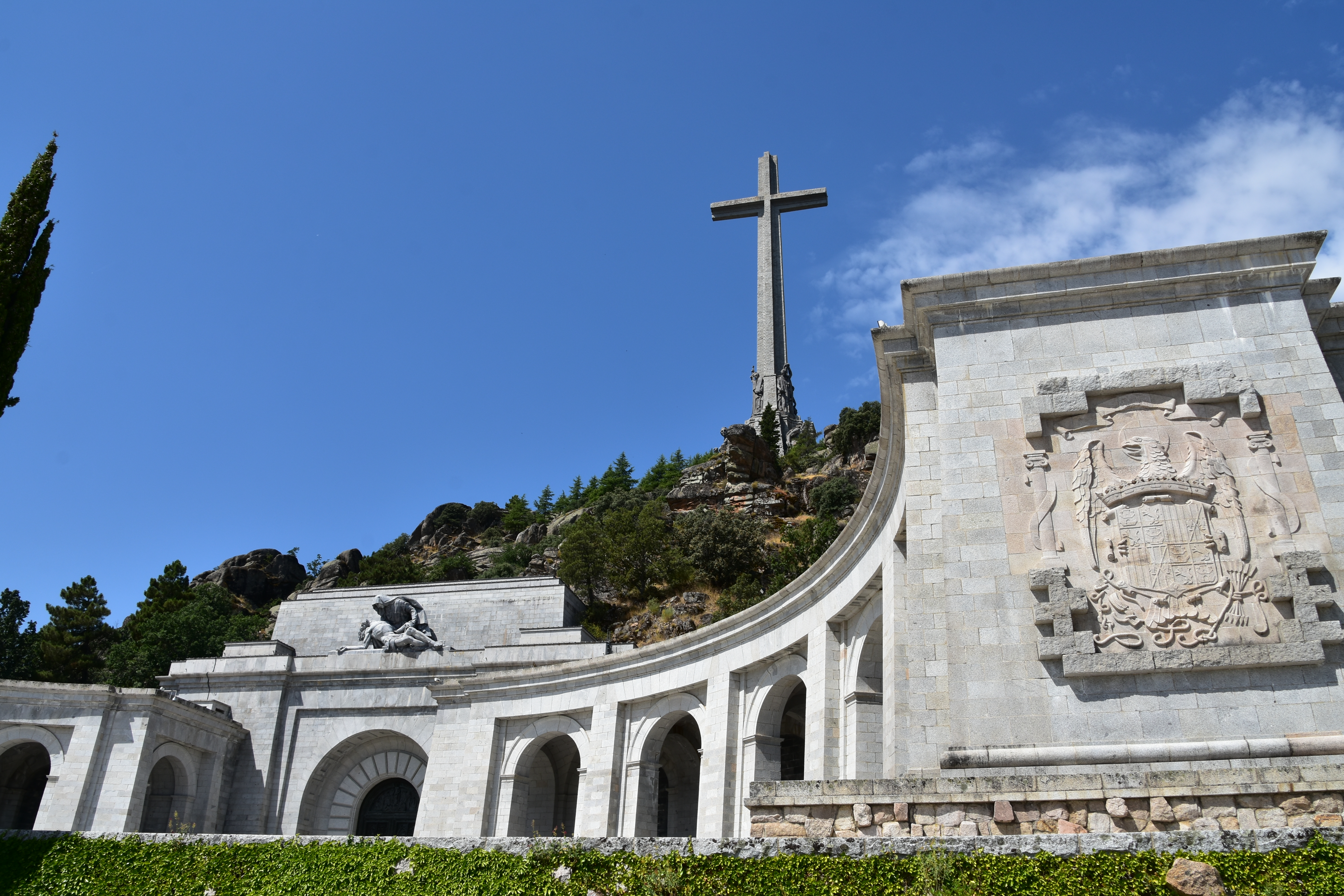
O Vale dos Caídos em San Lorenzo do Escorial, Espanha

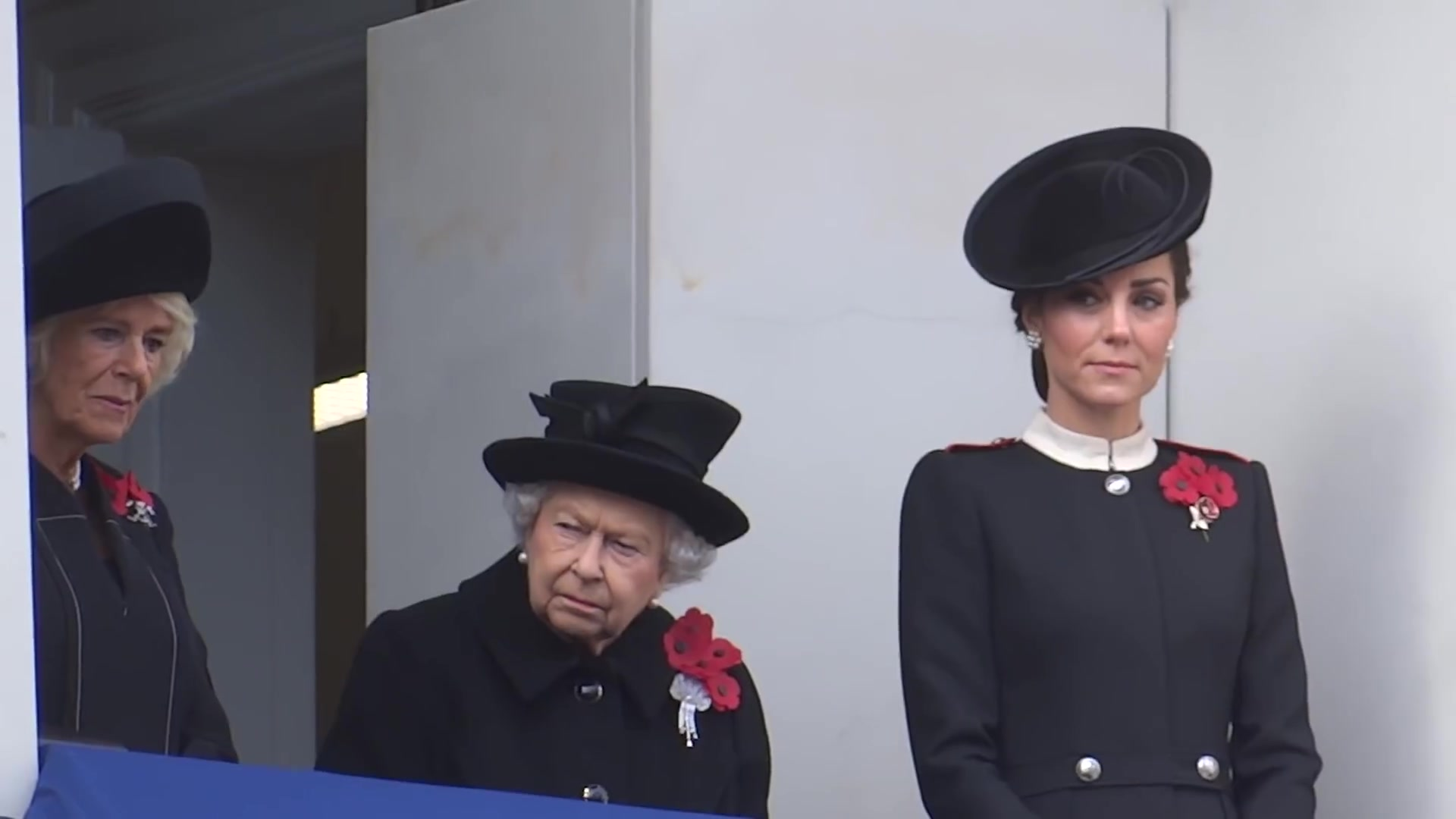
A Rainha Isabel II de Inglaterra junto a Camila Parker Bowles e Catalina de Gales para o Dia da Lembrança em Londres (2018)

A cultura da lembrança é a interacção que tem um indivíduo ou sociedade em seu conjunto com seu próprio passado e a história. É também conceituada como a variante sociocultural e histórica da memória coletiva.

## Definição
Num sentido estrito, a cultura da lembrança consiste em todas as expressões de comportamentos e boas maneiras socialmente aprovadas ou adquiridas de uma sociedade ou grupo, para manter partes do passado em sua consciência e assim o fazer presente de forma patente e deliberada. O assunto principal da cultura da lembrança não é a exibição de conhecimentos históricos e objetivos, mas principalmente manifestar as percepções coletivas e subjetivas de conexões históricas com o passado desde uma perspectiva atual. Pode-se distinguir entre a cultura da lembrança privada e pública, bem como seus respectivos elementos regulares e baseados em eventos e fatos de diferentes índoles. As obras que representam alguma taxa de interesse público dentro da cultura da lembrança, podem ser designados por autoridades competentes como artefatos culturais ou como algum tipo de monumento. 

## Exemplos

### Cultura da lembrança privada
Como elementos da cultura da lembrança privada, são comuns os álbuns de fotografias familiares e outro tipo de registro audiovisual familiar, a investigação genealógica, a celebração de aniversários de casamentos e as diferentes expressões para homenagear os ancestrais a seus entes queridos já falecidos, que inclui a edificação da arquitetura funerária, as manifestações físicas referentes ao luto (como vestir roupas pretas), como também a comemoração de aniversário ou data de morte de um ente querido, que pode ser de caráter íntimo como também mais social, com a celebração de missas ou outros ritos em honra aos mortos.

### Cultura da lembrança pública

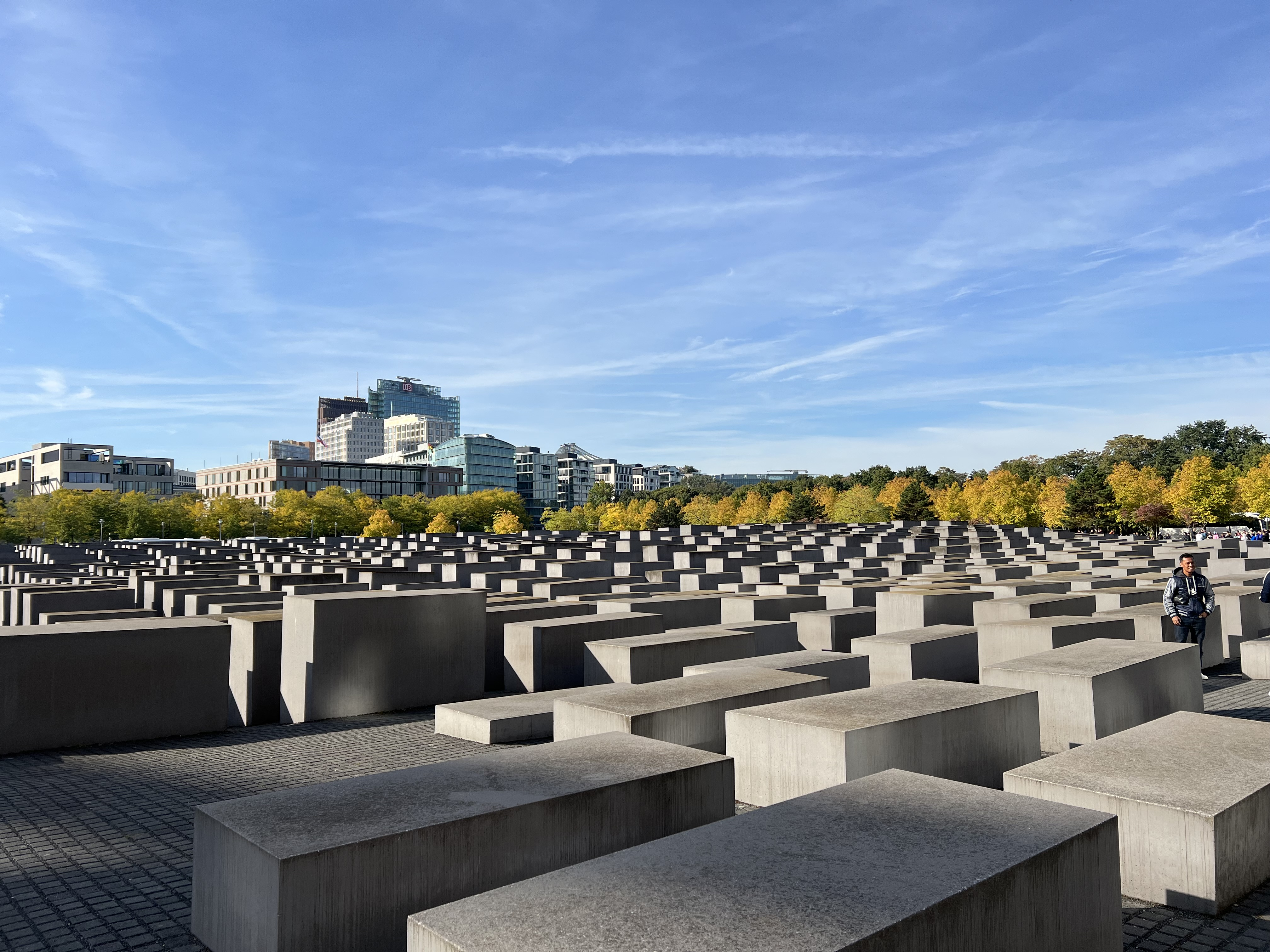
Monumento aos judeus de Europa assassinados, em Berlim, Alemanha

Dentro do que se refere a cultura da lembrança pública, destacam a construção de monumentos comemorativos, placas comemorativas, declarações de ugares da lembrança, edificações de museus e outros estabelecimentos de acesso público com o fim de rememorar acontecimentos de caráter político, religioso ou algum evento social de relevância para um grupo de pessoas ou uma sociedade em particular. Durante a segunda metade do século XX , a Alemanha foi um dos países precursores em desenvolver uma política pública de cultura da lembrança, como uma maneira de se fazer responsáveis pelos crimes cometidos pelos regimes totalitários que governaram à nação: a Alemanha nazista e suas políticas de genocídio como o Holocausto, como também as ações de repressão e violações aos direitos humanos cometidas na República Democrática Alemã (RDA).
A comemoração de mártires e mortos em combate, são objetos da cultura da lembrança em diferentes países. O Dia da Lembrança é um evento celebrado na Mancomunidade Britânica de Nações para recordar os soldados mortos em combate na Primeira Guerra Mundial. Do mesmo modo, a Alemanha comemora em novembro da cada ano seu Dia do Duelo Nacional (Volkstrauertag), com o fim de rememorar aos que morreram em combate. Nos Estados Unidos, o Dia dos Caídos é comemorado anualmente em maio para recordar a todos os falecidos estadounidenses em algum conflito armado.